# Utazási iroda

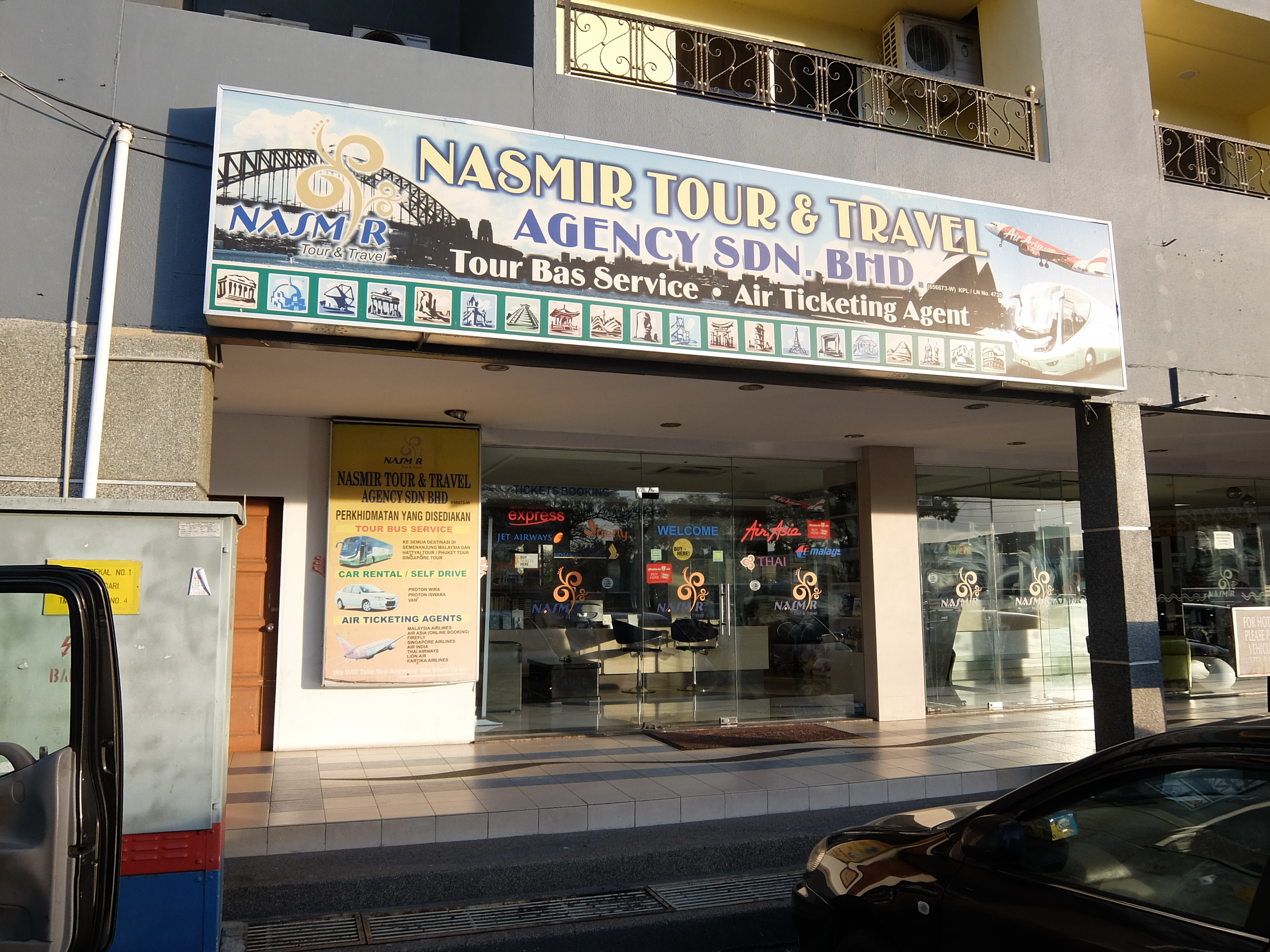
Utazási iroda

A turisztikai rendszer alkotó elemeit egy oldalról a kereslet (turistaküldő terület) más oldalról a kinálat (turistafogadó terület) alkotja. A rendszer úgy működik, hogy a turistát a termékkel kapcsolja össze. A turisztikai iparban a közvetítő szektor a nagy-, és a kiskereskedelemből áll.
- a nagybani elosztók : az utazásszervezők
- a kicsiben értékesítők: az utazási irodák

## Utazásszervező
Az utazásokat szervező nagykereskedelmi vállalat. A közlekedést, és a fogadóterület szolgáltatásait egybeszervezi egy túra formájában, amelyet az elosztási csatornákon keresztül eljuttat a fogyasztókhoz. Tulajdonképpen turisztikai terméket szervez meg és kínál, de a szolgáltatásokat nem ő maga, hanem
- a közlekedési-,
- szálloda-,
- vendéglátó-,
- és más vállalatok az úgynevezett szolgáltatók nyújtják.

Az utazásszervező nagy általánosságban nem értékesít közvetlenül a fogyasztóknak, hanem az utazási irodákon mint ügynökségeken keresztül, vagy légitársaságok értékesítési irodáin keresztül árusít. A szolgáltatóktól általában nagyban vásárol, ezért rendszerint alacsonyabb árat ér el. Mennyiségi árengedményt (ún. „rabatot") kap a szolgáltatóktól kivéve a légitársaságokat. Ez teszi lehetővé, hogy az utazási irodáknak jutalékot fizessen.
Napjainkban az internet térhódításával és a technológiai megoldások által számos utazásszervező teszi közvetlenül is elérhetővé utazási programcsomagjait a fogyasztók számára. A webes rendszerek rákapcsolhatók a tour operatorok helyfoglalási rendszerére illetve a globális disztribúciós rendszerekre (GDS), így az internetes felületen a termékek értékesítése egyszerűvé válik.
Az utazásszervezés fő tevékenységei:
- piackutatás,
- szállítási szerződések megkötése,
- promóciós és elosztási tevékenységek,
- programozás, foglalások és a könyvelés,
- operáció (lebonyolítás)

Az első négy tevékenységfázis a marketing szakasza a turista megérkezésével kezdődik és a turista távozásával, a számlák kiegyenlítésével végződik. A turista az utazást előre fizeti, az utazásszervező a szolgáltatók tevékenységét – előleg, vagy biztosíték nyújtása mellett –, utólag. Ugyanakkor kockázatot vállal, hiszen saját számlára dolgozik. Ez a döntő különbség az utazási irodai tevékenységgel szemben.

## Utazási iroda
Többnyire nem saját egyéni és társas utazásokat szervező vállalkozás, hanem csak a nagy szervezők és nagyban vásárlók kész túráit, programjait értékesíti. Az értékesítési, forgalmazási specializálódás várhatóan a jövőben is megmaradó rendszer lesz.
A hazai gyakorlatban keverednek a fogalmak, illetve a vonatkozó jogszabály (6/1990.(IV.5.) KeM: az üzletek működéséről)a nemzetközi gyakorlattól eltérő tartalommal ruházza fel azokat.

## Utazási irodai tevékenységek
- belföldi utazások szervezése, értékesítése, közvetítése;
- külföldi utazások szervezése, értékesítése, közvetítése;
- fizetővendéglátás üzletszerű szervezése, értékesítése, közvetítése;
- szálláshely értékesítés és közvetítés;
- menetjegy értékesítés különböző közlekedési ágakra,
- idegenvezetői és tolmácsszolgálat;
- programszervezés és értékesítés;
- rendezvényszervezés és értékesítés;
- jegyértékesítés,
- valutavétel és eladás,
- vízumbeszerzés,
- gépkocsi kölcsönzés,
- személyszállítás,
- ajándék és értékcikk árusítás.

Utazási irodát a fent megjelölt üzletágakra együttesen és résztevékenységekre egyaránt lehet létrehozni.

## Külső hivatkozások
- A Magyar Kereskedelmi Engedélyezési Hivatal közhitelű nyilvántartása az utazásszervező és utazásközvetítő irodák működéséről